# Georg Friedrich Steiner

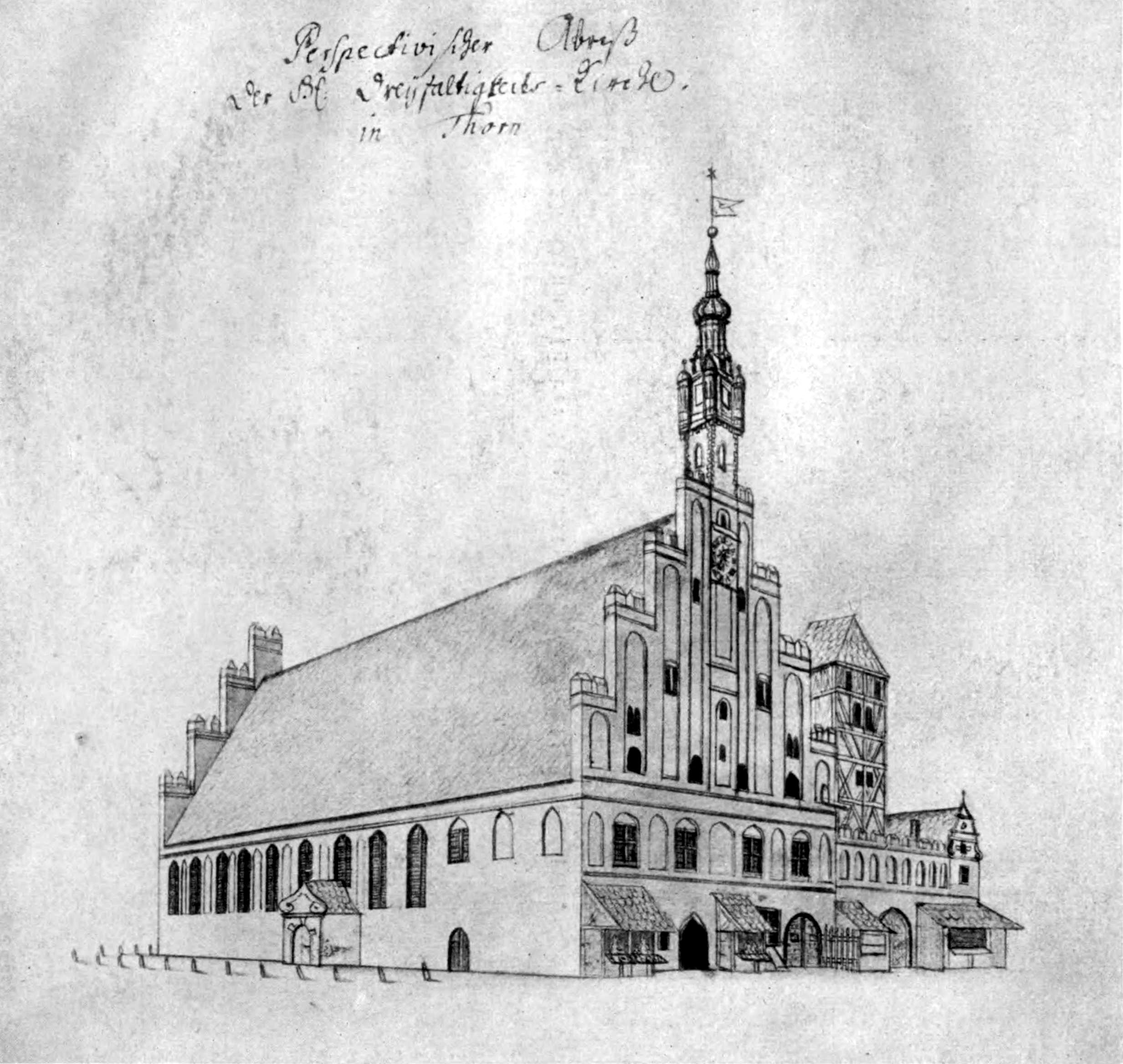
G.F. Steiner: Das Neustädtische Rathaus

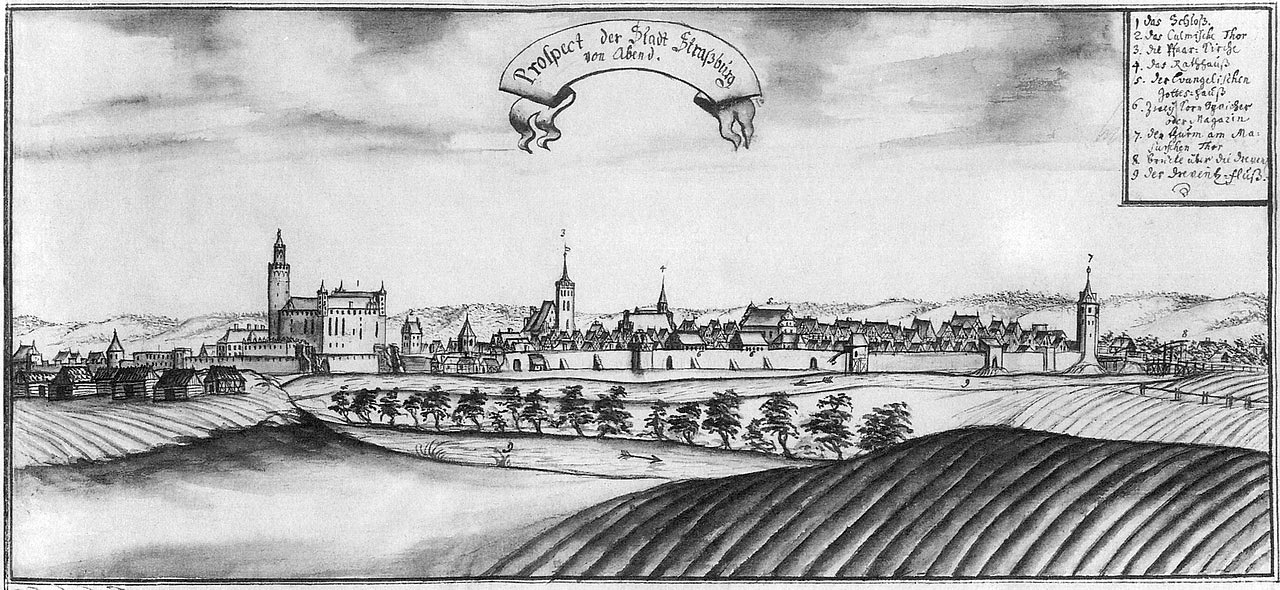
Strasburg an der Drewenz 1738–1745

Georg Friedrich Steiner (* vor 3. Oktober 1704; † um 1766) war ein Thorner Weißgerber und Amateurzeichner.
Georg Friedrich Steiner erstellte 1738–1745 eine Reihe von Zeichnungen, die Stadtansichten von Thorn und seiner Umgebung darstellten (sog. Steiner-Album). Die Sammlung bestand aus 128 Zeichnungen mit Ansichten und auch Grundrissen wichtigster Bauten von Thorn im 18. Jahrhundert, sowie Ansichten von Königsberg, Kulm, Kulmsee, Graudenz, Strasburg an der Drewenz und Gollub.
Die originellen Zeichnungen sind während des Zweiten Weltkriegs verschollen, aber es sind photographische Kopien erhalten geblieben, die viele Thorner Bauten darstellen, darunter bereits nicht vorhandene Baudenkmäler, wie der ursprüngliche Thorner Artushof, die Nikolauskirche, Georgskirche, das Neustadtrathaus, das Städtische Zeughaus, oder stark umgebaute, wie die Marienkirche, das Jesuitenkollegium, die Meissner- und Fenger-Stadtresidenzen.